# Аракелян, Евгений Енокович
Евге́ний Ено́кович Аракеля́н (род. 22 июля 1938, Ереван) — советский легкоатлет, специалист по бегу на короткие дистанции. Выступал на всесоюзном уровне в конце 1950-х — начале 1960-х годов, чемпион СССР, обладатель бронзовой медали Спартакиады народов СССР, победитель и призёр первенств всесоюзного значения. Представлял Москву, спортивные общества «Буревестник» и «Спартак». Мастер спорта СССР. Тренер по лёгкой атлетике, преподаватель, спортивный судья. Кандидат педагогических наук. Заслуженный работник физической культуры РФ.

## Биография
Евгений Аракелян родился 22 июля 1938 года в Ереване, Армянская ССР. Начал заниматься лёгкой атлетикой в 1954 году, проходил подготовку в местной секции под руководством тренера К. Джанибекяна. Неоднократно выигрывал юношеские республиканские первенства в спортивной ходьбе, беге на средине дистанции, спринте.
Впоследствии переехал на постоянное жительство в Москву, поступив в Государственный центральный ордена Ленина институт физической культуры. Тренировался у А. Н. Александрова, выступал за добровольные спортивные общества «Буревестник» и «Спартак».
Первого серьёзного успеха на всесоюзном уровне добился в сезоне 1959 года, когда на чемпионате страны в рамках II летней Спартакиады народов СССР в Москве с партнёрами по московской команде выиграл бронзовую медаль в зачёте эстафеты 4 × 400 метров.
В 1961 году на чемпионате СССР в Тбилиси стал серебряным призёром в индивидуальном беге на 400 метров и в составе московской сборной одержал победу в эстафете 4 × 400 метров.
Окончив в 1960 году ГЦОЛИФК, затем в течение многих лет работал здесь преподавателем. В 1975—1990 годах занимал должность проректора, в 1990—2010 годах заведовал кафедрой лёгкой атлетики. Автор книг, научных работ и учебно-методических пособий. Кандидат педагогических наук (1975). Профессор (1989).
Проявил себя на тренерском поприще, являлся тренером-методистом Спорткомитета СССР. Заслуженный тренер России.
Принимал участие в с соревнованиях по лёгкой атлетике в качестве судьи. Судья республиканской категории.
Спорторганизатор. Член президиума Всероссийской федерации лёгкой атлетики.
Награжден орденом «Знак Почета» (1980), почётными знаками «За заслуги в развитии физической культуры и спорта», «За заслуги в развитии олимпийского движения в России». Удостоен почётного звания «Заслуженный работник физической культуры Российской Федерации» (1995).